# Fordlândia

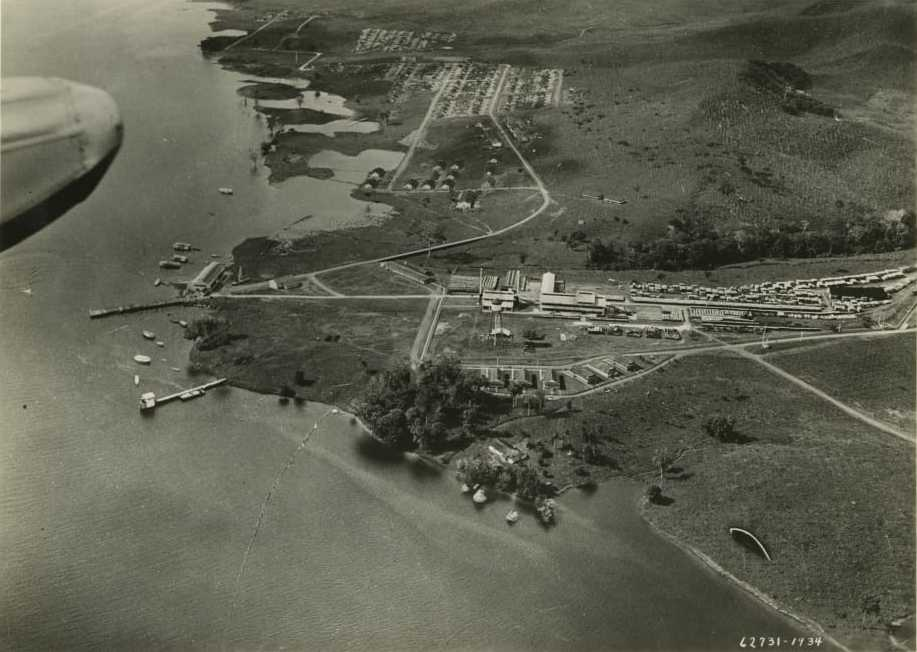
Fordlândia 1934.

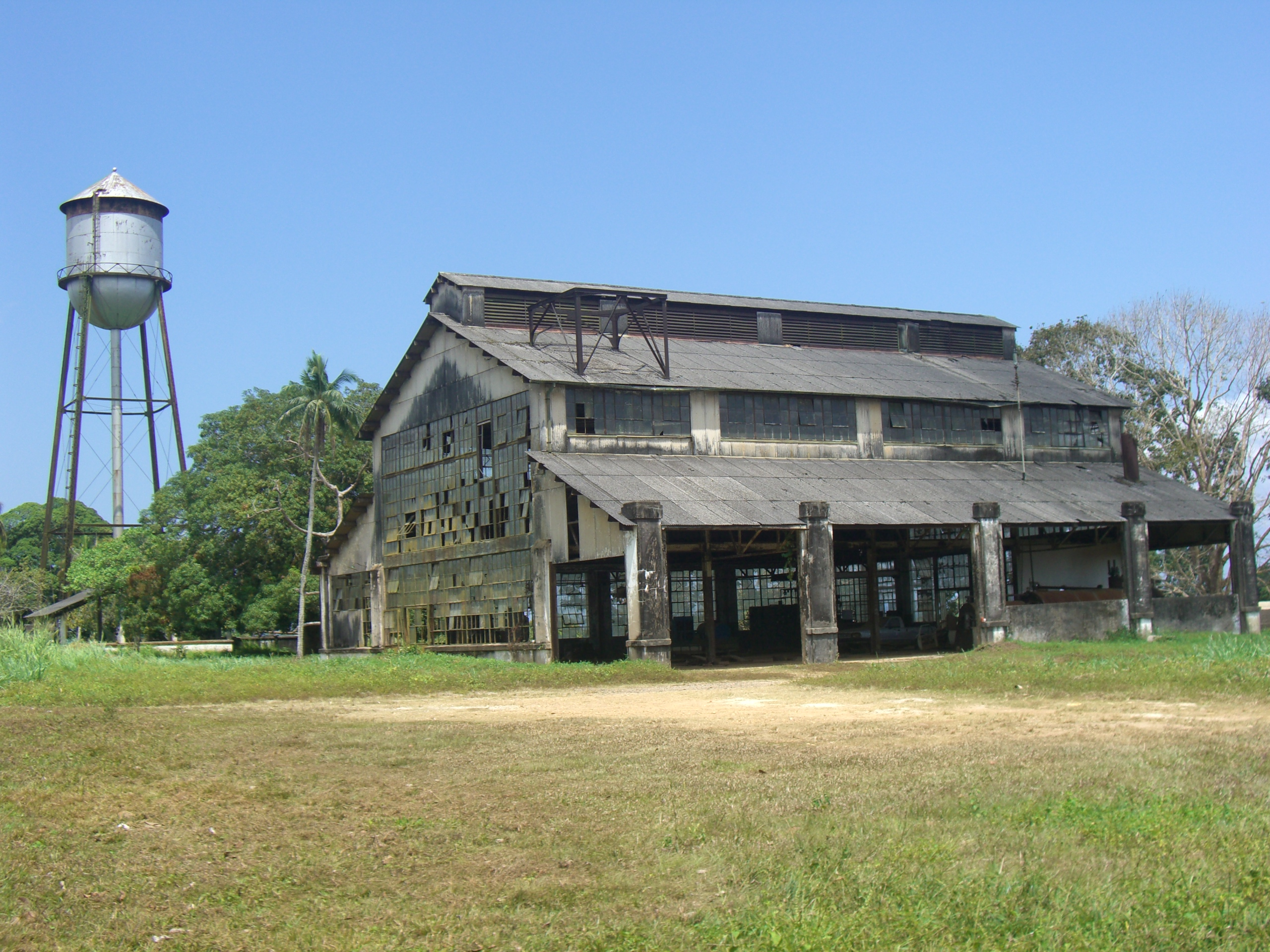
Vattentornet och den större lagerbyggnaden.

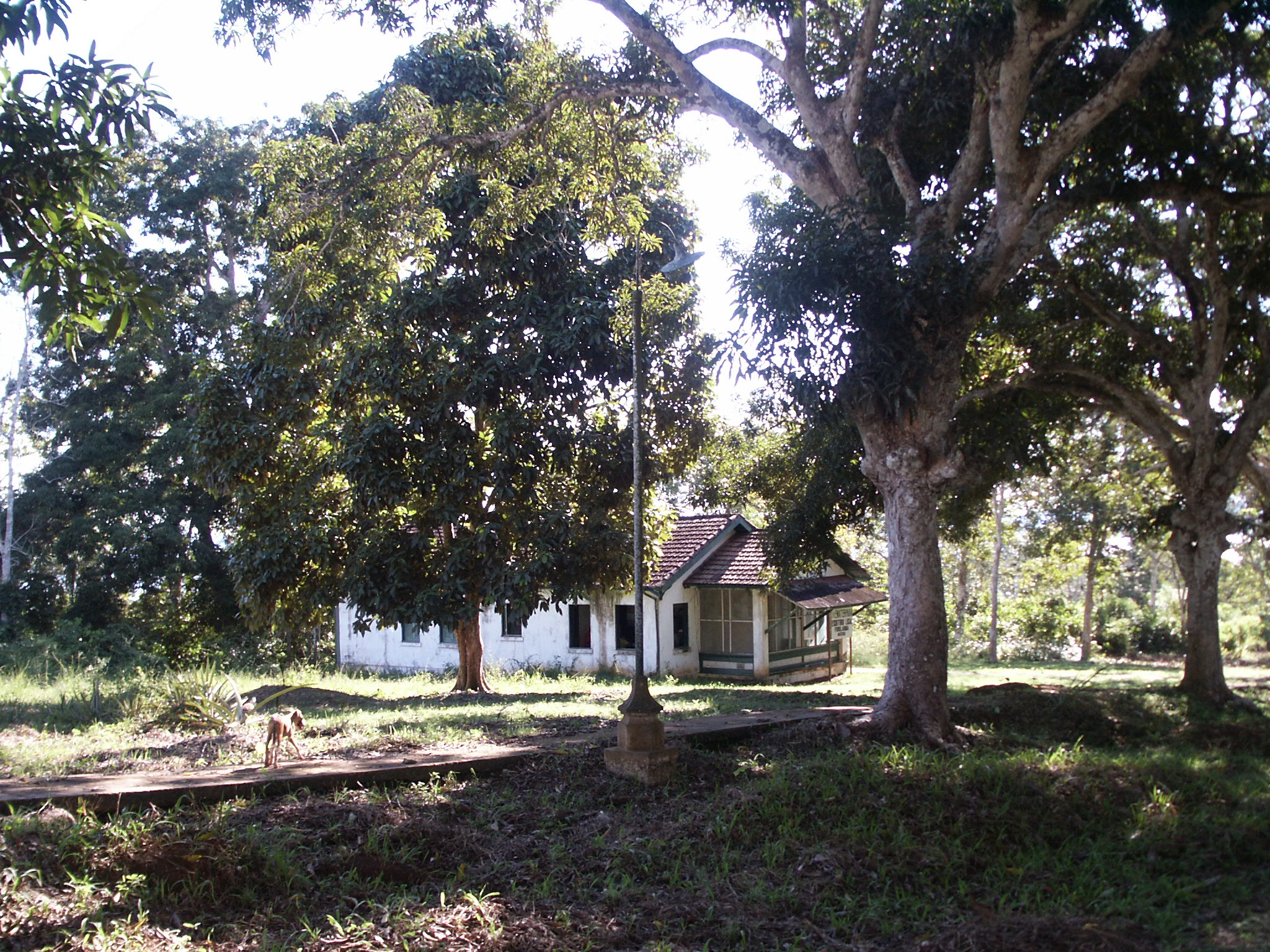
Ruiner i Fordlândia, omkring 2005

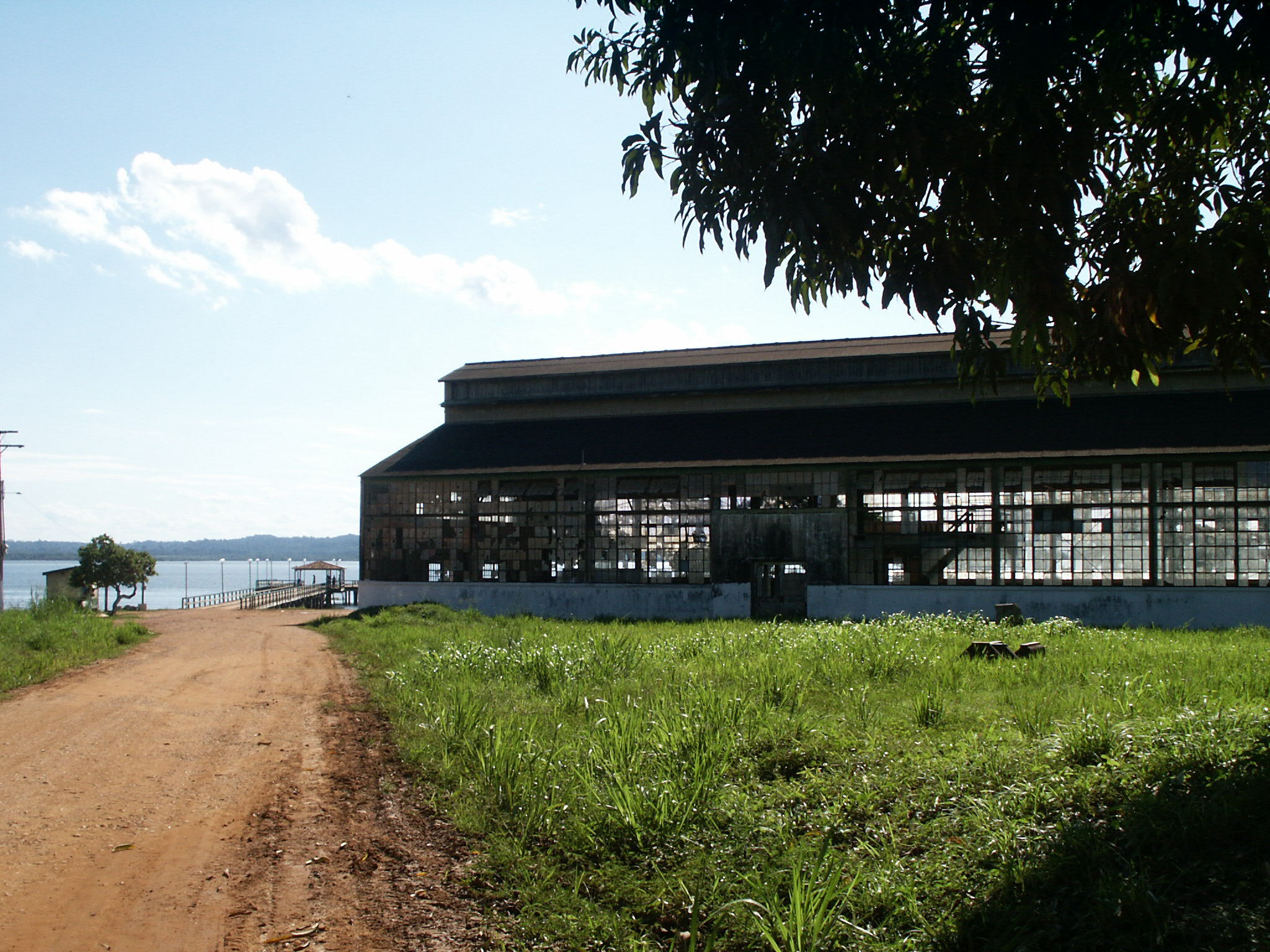
Ruiner i Fordlândia, cirka 2005

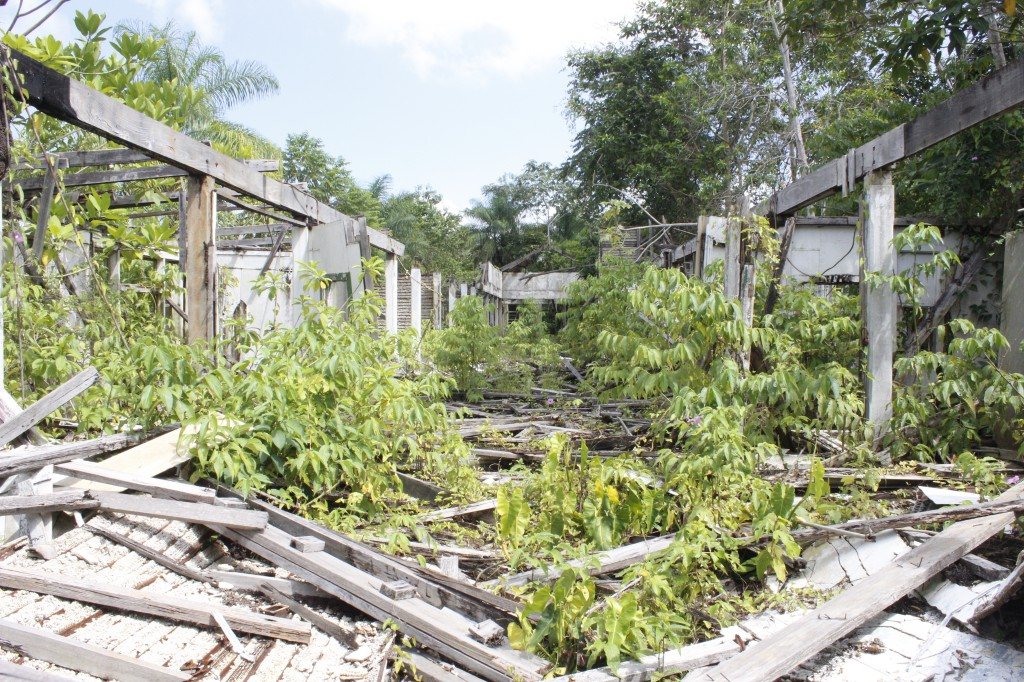
Fordlândias sjukhus.

Fordlândia (Fordlandia) är en nu övergiven, prefabricerad industristad som byggdes 1928 i Amazonas regnskog av den amerikanske industrimannen Henry Ford för att säkerställa en källa för odlad kautschuk till bilföretaget Fords biltillverkning i USA. Ford hade förhandlat fram en överenskommelse med den brasilianska regeringen som gav hans nybildade företag Companhia Industrial do Brasil en koncession av 10 000 km² land längs flodbanken till Rio Tapajós nära staden Santarém i Brasilien, i utbyte mot 9% ränta på de genererade vinsterna. Projektet blev ett fiasko.
Trots upprepade inbjudningar från boende och trots sina upprepade löften om detta besökte Henry Ford aldrig djungelstaden.
I dag utgörs arvet av Fordlândia i huvudsak av ett isolerat lantbrukssamhälle i kommunen Aveiro, belägen längs Tapajósfloden. 

## Historia och förfall
I slutet av 1920-talet mötte bilmagnaten Henry Ford allvarliga svårigheter med att få fram tillräckligt med gummi för att möta behovet i sin verksamhet. Hans hundratusentals nya bilar behövde miljontals bildäck, vilka var dyra att producera om man köpte råmaterial från de etablerade gummibaronerna. För att lösa detta grundade han Fordlândia, en liten bit av Amerika som transplanterades till regnskogen i Amazonas av ett enda skäl: att skapa den största gummiplantagen på jorden. Trots enorma ambitioner slutade projektet i ett totalt fiasko.
Ford avsåg att använda Fordlândia för att försörja sitt företag med kautschuk till Fordföretagets bilar, och därmed undvika att vara beroende av det brittiska gummit från Malaysia. Området var kuperat, bergigt och ofruktsamt. Ingen av Fords chefer hade nödvändig kunskap om odling i tropikerna. Gummiträden, som stod tätt packade i plantagerna, i stället för att vara glest spridda i djungeln, var lätta byten för sjukdomar, bladskärarmyror, nätskinnbaggar, spinnkvalster och bladlarver, ett problem som inte förekom i de asiatiska odlingarna, där införda gummiträd inte hade några naturliga fiender. De flesta infödda arbetarna på plantagerna ogillade det sätt de behandlades på, de fick obekant mat såsom hamburgare och tvingades att bo i bostäder byggda i amerikansk stil. De var tvungna att bära id-brickor och arbeta i den tropiska solen mitt på dagen, och vägrade ofta att arbeta. 1930 gjorde arbetarna uppror mot cheferna, varav flera flydde ut i djungeln under några dagar tills brasilianska armén anlände och revolten stoppades.
Ford förbjöd alkohol, kvinnor och tobak inne i staden, inklusive hemma i arbetarnas egna bostäder. Invånarna gick runt dessa förbud genom att ro ut till köpmännens flodbåtar som låg förtöjda utanför stadens jurisdiktion och en bosättning uppstod åtta kilometer uppströms på "Island of Innocence" ("Oskuldsfullhetens ö"), med barer, nattklubbar och bordeller.
Den brasilianska regeringen var misstänksam mot utländska investeringar, särskilt i Amazonas, och erbjöd föga hjälp. Ford försökte flytta plantagerna till Belterra, längre norrut, där förhållandena var bättre för gummit, men från 1945 möjliggjorde ny teknik tillverkning av däck utgående från petroleum, vilket gjorde projektet till en total katastrof, och orsakade förluster på mer än tjugo miljoner dollar.

## Slut på drömmen
I och med Henry Fords död tog hans sonson Henry Ford II över företaget i USA och beslutade att avsluta gummiplantageprojektet i Brasilien. Genom dekret nr 8440 av den 24 december 1945 fastställde den brasilianska federala regeringen villkoren för köp av tillgångarna i bolaget Companhia Ford Industrial i Brasilien:
- Ford kompenserades där med cirka 250 000 USD.
- Brasilianska regeringen övertog förpliktelserna gentemot de kvarvarande arbetarna. Förutom att överta sex skolor (fyra i Belterra och två i Fordlandia), två sjukhus, stationer för uppsamling, rening och distribution av vatten i de två städerna, kraftverk, över 70 km vägar, två flodhamnar, radiostation och telefoni, tvåtusen bostäder för arbetare, trettio skjul, laboratorier för undersökning av sjukdomar och för obduktioner, två bearbetningsanläggningar för latex, administrationsbyggnader, avdelning för forskning och jordanalys, planterade gummiträd (1 900 000 i Fordlandia och 3 200 000 i Belterra).[6]

| ” | Jag skulle ha sagt till honom att Fordlandia borde överges. Det var en mycket pittoresk plats och skulle ha blivit en underbar tillflyktsort för Ford-cheferna – som ett litet Schweiz för jakt och fiske – men det var inte lämpligt som plantage. Beträffande Belterra, om jag fått chansen, skulle jag ha sagt till honom att fortsätta. Där borde de aldrig ha gett upp. | „ |
| – Dr Emerick Szilagyi, läkare som hade hand om plantagesjukhusen 1942–1945, beklagar att ett lunchmöte i Detroit 1945 sköts upp och aldrig kom till stånd. Vid mötet var det tänkt att Henry Ford II skulle fråga ut honom om Fordlandia och Belterra. | |   |

## Ökad befolkning under 2000-talet
Sedan befolkningen hade minskat kraftigt under åtskilliga årtionden, har den ökat till cirka 3 000 invånare under de senaste åren.
En orsak till att Fordlândias befolkning har ökat är att, trots att Fordlândia ligger rätt isolerat i landet, det finns ett större antal övergivna bostadshus som under 2000-talet har tagits i besittning. Fordlândias ekonomi har sedan 1945 varit beroende av jordbruk, metallutvinning och fiske. Jordbruksboomen inträffade med större intensitet med öppningen på 1970-talet av motorvägen Cuiabá–Santarém, som förde med sig nya jordbruksmöjligheter till regionen. På 2000-talet lockade Fordlândias närhet till de stora odlade områdena med soja, som kraftigt förändrade den lokala ekonomin.

## Fordlândia i populärkulturen
Fordlândia har synts och refererats till i populärkulturella sammanhang. I den tecknade serien om Marsupilami utspelas stora delar av album nummer 6 (Marsupilami och den glömda staden; originaltitel: Fordlandia) i den övergivna djungelstaden. I det här albumet syns även Howard Hughes enorma propellerplan Hughes H-4 Hercules (Spruce Goose, i serien omnämnd som Fir Goose och i den svenska albumutgåvan översatt till Fina Gåsen). 2008 pulicerade den isländske kompositören Jóhann Jóhannsson ett album som var inspirerat av Fordlândia.